# ТЕЦ Девен
ТЕЦ Девен — болгарська теплоелектроцентраль, споруджена дещо західніше від Варни для обслуговування содового заводу, який наразі належить бельгійській компанії Solvey.
Починаючи з 1965 року, на майданчику ТЕЦ почався запуск котлів Барнаульського котельного заводу типу БКЗ-160-100 продуктивністю по 160 тонн пари на годину. Всього було змонтовано п'ять котлів з таким показником, а в 1969-му став до ладу перший більш потужний котел виробництва чеського Першого Брненського машинобудівного заводу продуктивністю 220 тонн пари на годину. Надалі кількість таких котлів також сягнула п'яти.
Виробництво електроенергії почалось у 1966-му. На початковому етапі ввели в експлуатацію три турбіни загальною потужністю 150 МВт — дві з показниками по 25 МВт та одну потужністю 100 МВт. В 1974-му запустили ще п'ять турбогенераторних комплектів, які включали турбіни із протитиском — одну з показником 12 МВт (станційний номер 4), дві типу Р-8,5-90/36 потужністю по 8,5 МВт (станційні номери 5 та 7) і дві типу ПР-20-90/21-6 з показниками по 21 МВт (станційні номери 6 та 8).
Станом на середину 2010-х із перших чотирьох турбін у наявності залишалась лише одна теплофікаційна типу ПТ 25-90/7÷13/1,2 потужністю 25 МВт зі станційним номером 1. У турбоагрегатах зі станційними номерами 2 та 4 працювали турбіни, змонтовані в 1990 та 1992 роках — теплофікаційна типу ПТ 25-90/7÷13/1,2 потужністю 25 МВт та турбіна з протитиском типу Р-12-90/18 з показником у 12 МВт. При цьому в 2015-му на станції знову з'явився турбоагрегат із номером 3, який мав турбіну з протитиском типу Р-4-35/15 потужністю лише 4 МВт, що отримує живлення від парозбірного колектору, до якого потрапляє пара, відпрацьована турбінами з номерами 4, 5 та 7. Станом на 2017-й рік турбіни 1 та 4 не експлуатували, хоча їх і далі вважали обладнанням ТЕЦ.
Котельне господарство станції зазнало на початку 21-го століття масштабних змін. У 2009-му став до ладу сучасний котел виробництва Foster Wheeler типу CFBB-400-100 продуктивністю 400 тонн пари на годину, який використовує технологію циркулюючого киплячого шару (отримав станційний номер 7). У середині 2010-х додали другий котел з циркулюючим киплячим шаром виробництва Foster Wheeler типу CFBB-250-100 продуктивністю 250 тонн пари на годину (станційний номер 8). При цьому зі старих котлів залишились як резервні лише три з номерами 2, 3 та 6 загальною продуктивністю 540 тонн пари.
Як паливо перші шість котлів використовували вугілля, тоді як наступні чотири були розраховані на споживання мазуту й природного газу (останній надходить у район Варни по відгалуженню від Південного газопровідного напівкільця). Встановлені останніми два котли з циркулюючим киплячим шаром споживають вугілля та нафтовий кокс.
Для видалення продуктів згоряння звели два димарі заввишки по 180 метрів.
Воду для охолодження ТЕЦ отримує переважно з трубопроводу, прокладеного від водосховища Цонево на річці Люда Камчия. Крім того, певні об'єми надходять із водосховища Лудетина (річка Девня) та свердловин.
Видача продукції відбувається по ЛЕП, розрахованій на роботу під напругою 110 кВ.